# Ветряная электростанция Меру
Ветряная электростанция Меру — строящяяся ветряная электростанция в Кении. Планируемая мощность — 400 МВт.

## Месторасположение
Электростанция расположена на северо-западе округа Меру, к югу от аэропорта Исиоло. Это место находится примерно в 274 километрах к северо-востоку от Найроби, столицы и крупнейшего города Кении. Приблизительные координаты электростанции: 0°19 '47.0" N, 37°35’30.0" E (широта: 0°19’47.0" N; долгота: 37°35’30.0" E).

## Обзор
В рамках усилий по развитию национальных источников электроэнергии, правительство Кении планирует построить ветряную электростанцию мощностью 400 мегаватт в округе Меру. Государственная Кенийская электроэнергетическая компания (КенГен) будет владеть и управлять электростанцией. Первая очередь электростанции, мощностью 100 МВт, должна была выйти в эксплуатацию в 2017 году, но вступление в строй было отложено из-за земельных споров.

## Сотрудничество
Стоимость первой очереди проекта мощностью 100 мегаватт составит около 270 млн долларов США. Эти деньги были заимствованны у Французского агентства развития и Германского банка развития.